# Titularbistum Tisili
Tisili ist ein Titularbistum der römisch-katholischen Kirche.
Es geht zurück auf einen untergegangenen Bischofssitz in der gleichnamigen antiken Stadt, die in der römischen Provinz Africa proconsularis (heute nördliches Tunesien) lag. Der Bischofssitz war der Kirchenprovinz Karthago zugeordnet.
| Titularbischöfe von Tisili |                             |                                                               |                   |                 |
| Nr.                        | Name                        | Amt                                                           | von               | bis             |
| 1                          | Américo Henriques           | Weihbischof in Lamego Koadjutorbischof von Lamego (Portugal)  | 3. Juli 1966      | 2. Februar 1971 |
| 2                          | José Manuel Estepa Llaurens | Weihbischof in Madrid (Spanien)                               | 5. September 1972 | 30. Juli 1983   |
| 3                          | Óscar Ángel Bernal          | Weihbischof in Sonsón-Rionegro (Kolumbien)                    | 23. Januar 1986   | 18. Juni 1988   |
| 4                          | Hans-Jochen Jaschke         | Weihbischof in Osnabrück Weihbischof in Hamburg (Deutschland) | 18. November 1988 | 11. Juli 2023   |